# Kaie Kand
Kaie Kand, född 31 mars 1984, är en estnisk sjukampare. Hon deltog i VM i friidrott i Osaka 2007.

## Fotnoter
1. 1 2 3  Eesti spordi biograafiline leksikon, Eesti spordi biograafiline leksikon person-ID: Kaie_Kand, läst: 8 oktober 2024.[källa från Wikidata]
2. ↑  World Athletics Database, World Athletics ID: 201601.[källa från Wikidata]